# Jelenia Polana
Jelenia Polana (niem. Hirschplan) – polana w południowo-zachodniej Polsce, na skrzyżowaniu leśnych dróg, na wysokości 815 m n.p.m., na zachodnim zboczu Małej Sowy, w Górach Sowich (Sudety).

## Szlaki turystyczne
- z Walimia (↑ 1.15 godz, ↓ 1.10 godz) – Wielka Sowa
- Wielka Sowa – Polana Potoczkowa – Przełęcz Walimska – Jelenia Polana – Przełęcz Sokola[2]